# Parasteatoda tepidariorum
Parasteatoda tepidariorum hay còn gọi là nhện nhà thông thường là một loài nhện trong họ Theridiidae.. Loài này thuộc chi Parasteatoda. Parasteatoda tepidariorum được Carl Ludwig Koch miêu tả năm 1841.

## Hình ảnh

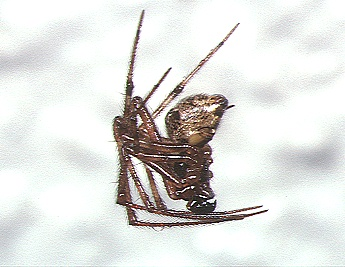
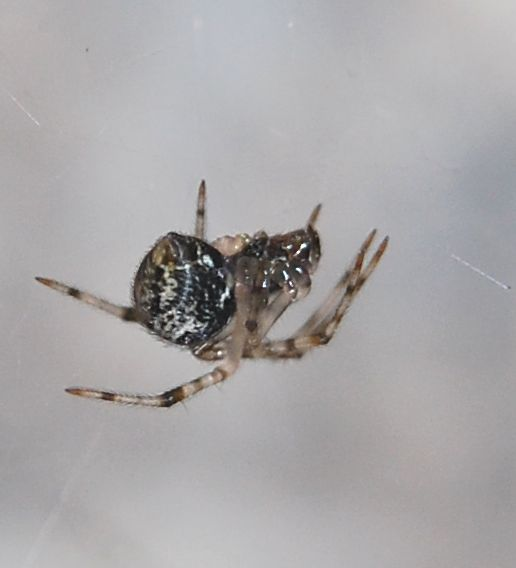
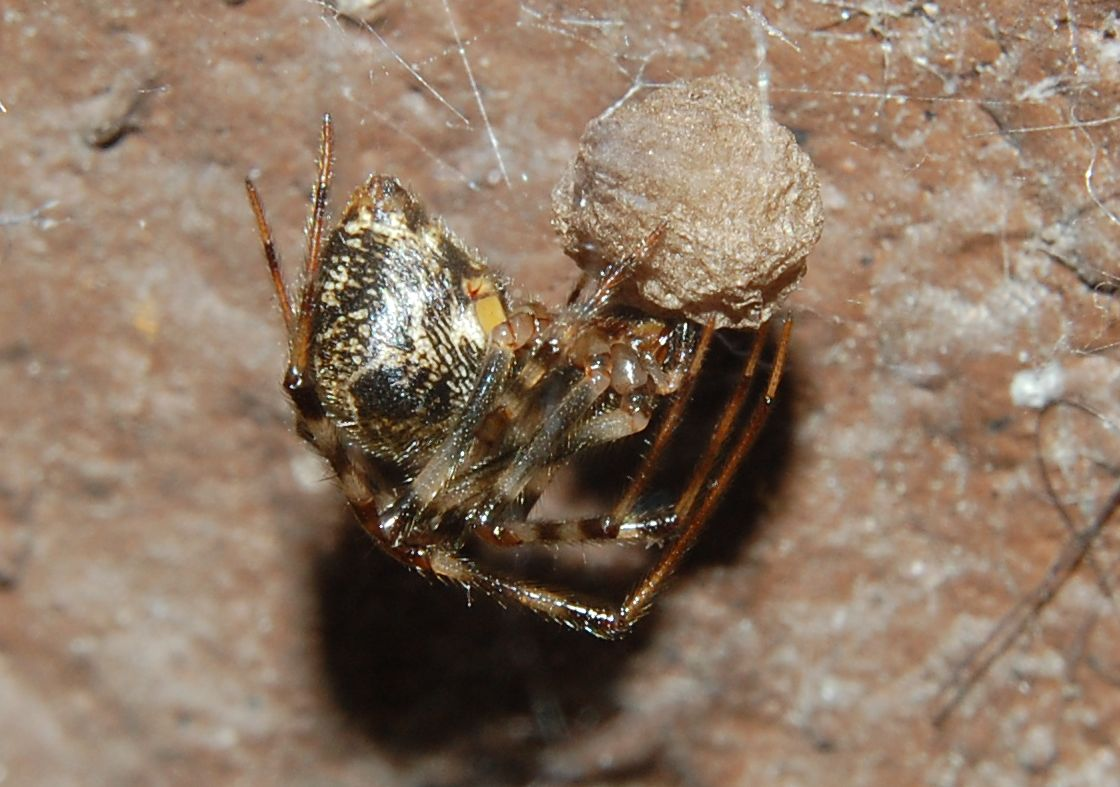
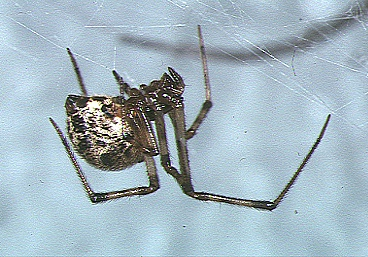